# Jens Auken
Jens Auken (* 15. April 1949; † 18. Januar 2014) war ein dänischer Rechtsanwalt und Bridge-Spieler.

## Leben
Jens war ein Sohn der Eheleute Gunnar und Kirsten Auken sowie Bruder von Svend Auken, Margrete Auken, Gunvor Auken und den Zwillingsschwestern Ingegerd und Charlotte aus der zweiten Ehe seines Vaters. In der Zeit von 1995 bis 2007 wurde er Vater von vier Söhnen. Die beiden älteren Söhne Christian (* 1995) und Maximilian (* 1999) stammen aus der Verbindung mit seiner in Bamberg geborenen Bridge-Kollegin Sabine Auken (* 1965) und die beiden jüngeren aus der Beziehung mit der Psychologin Anne Kristine Auken.

## Juristische Karriere
Auken wurde 1982 Rechtsanwalt und erhielt 1987 eine Anstellung beim Obersten Gerichtshof. Er war einer der führenden Spezialisten des Landes auf dem Gebiet des Enteignungsrechts. Jens Auken war sowohl Mitglied als auch Partner der Kanzlei Bech-Bruun.

## Bridge
Als junger Mann spielte Jens Auken eine Zeitlang in der Basketballnationalmannschaft, bekannt wurde er jedoch vor allem als einer der besten Bridge-Spieler Dänemarks. Im April 2012 gewann er sein zehntes Gold in der dänischen Meisterschaft für das Team 'Konow'. Auken bestritt über 400 Länderspiele für Dänemark und gewann zahlreiche Turniere. Er ist Inhaber des dänischen Rekordes in der Paarwertung mit insgesamt 9 Siegen. Die letzte Wertung gewann er 2011 zusammen mit seinem Partner Peter Schaltz. Auken war auch sehr aktiv in verschiedenen Bridgesport-Organisationen, u. a. als 1. Vizepräsident der European Bridge League und als Mitglied des Exekutivkomitees des World Bridge Federation.

## Ergebnisse im Bridge
- Bronze bei den Olympischen Spielen für Mannschaften (1984 und 1996)
- Bronze bei der Weltmeisterschaft in der Kategorie Mix Pairs (1998 und 2002)
- Silber bei den Europameisterschaften (1993)
- Gold bei den gemischten Europameisterschaften (2000)
- Gold bei der Europameisterschaft für Veteranen (2002)
- Gold bei den dänischen Meisterschaften in der Kategorie Teams (10-mal in den Jahren 1978–2012)
- Gold bei den dänischen Meisterschaften in der Kategorie Offenes Paar (9-mal in den Jahren 1978–2011)